# Carpelimus chapini
Carpelimus chapini är en skalbaggsart som beskrevs av Richard Eliot Blackwelder 1943. Carpelimus chapini ingår i släktet Carpelimus och familjen kortvingar. Inga underarter finns listade i Catalogue of Life.